# Кахена Кунце
Кахена Кунце (порт. Kahena Kunze, нар. 12 березня 1991, Сан-Паулу, Бразилія) — бразильська яхтсменка, олімпійська чемпіонка 2016 року.

## Виступи на Олімпіадах
| Олімпіада           | Дисципліна | Місце |
| ------------------- | ---------- | ----- |
| Ріо-де-Жанейро 2016 | 49er FX    | 1     |
| Токіо 2020          | 49er FX    | 1     |

## Зовнішні посилання
- Кахена Кунце — олімпійська статистика на сайті Sports-Reference.com (англ.) (архівна версія)